# 奇美電子
奇美電子股份有限公司（Chi Mei Optoelectronics Corporation, CMO），為臺灣已結業之公司。曾為全球第四大TFT-LCD面板製造商，其中不少研發部門的成員來自早期聯電旗下的聯友光電，該公司股票於2002年8月起在臺灣證券交易所上市交易。該公司研發團隊早於2000年即投入大尺寸液晶電視面板的開發工作，並於2002年8月成功研發出高品質之30吋液晶電視面板，2003年第一季順利量產，提早引爆市場需求。奇美電子曾躋身全球大尺寸前3大液晶電視面板重要供應商之一，並成功量產50吋級以上之產品。
奇美電子長期深耕於南部科學工業園區，廠房包括有3.5代廠、4代廠、二座5代廠，一座5.5代廠、一座6代廠、7.5代廠及一座8.5代廠，具備彈性的產能規劃優勢。奇美電子採獨特的自建彩色濾光片廠方式，不但可確保產品品質，並在產品開發上取得市場先機。該公司推動光電產業聚落化，於南科積極營造光電聚落，帶動群聚效應，引進包括玻璃、背光板、偏光膜、燈管、驅動IC等重要上游材料，並推動採購及設備本土化，以提高供應鏈整體效能。
2005年起，奇美關係企業在南科園區旁開發「液晶電視及產業支援工業區」，引進液晶電視下游相關產業進駐，佔地約二百五十公頃，進而行成上、中、下游的供應鏈。此一創舉，將與「科學園區」內原有之光電產業上游相輔相成。
2010年3月18日併入群創光電。

## 大事年表

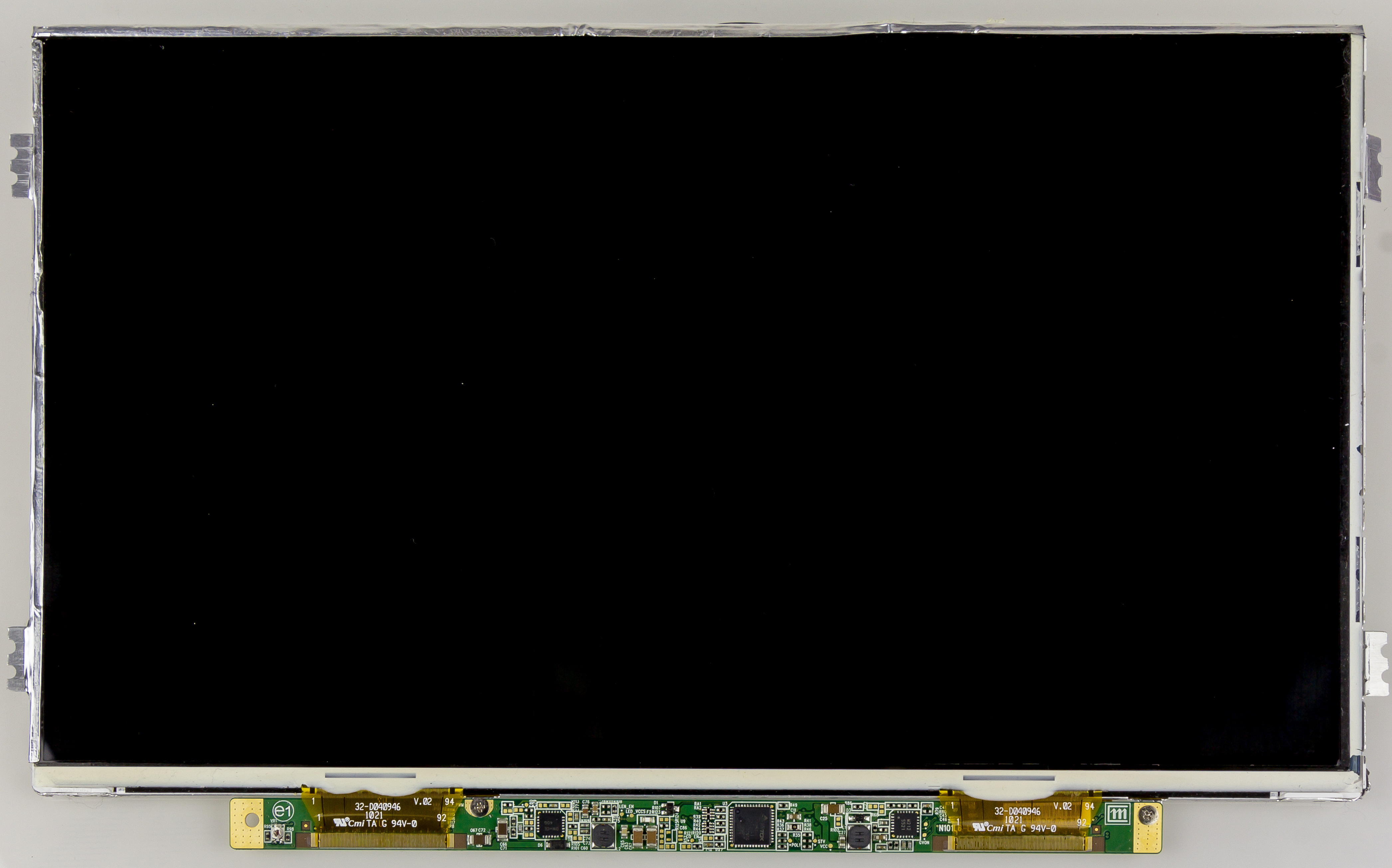
奇美生產的液晶電視

- 1997年6月——奇美實業決定投入高科技產業。
- 1998年2月4日——奇美電子（CME）正式成立，專門生產彩色濾光片。
- 1998年8月6日——奇晶光電（CMO）正式成立，專門生產薄膜電晶體。
- 1999年7月29日——當晚11時30分，順利產出並點亮第一片面板，隨後碰上全台灣大停電。
- 2000年4月——奇美電子（CME）與奇晶光電（CMO）正式合併，以奇晶光電為存續公司，並改名為奇美電子（CMO）至今。
- 2000年10月——轉投資奇景光電（Himax）正式成立，專門設計面板驅動晶片。
- 2001年9月——併購日本IBM TFT-LCD 部門，並與其合組IDTech公司。
- 2002年8月——奇美電子股票正式掛牌上市，成為奇美集團當中第一家公開上市公司。
- 2003年3月——成功整合非晶矽主動式驅動技術，開發出全球最大的20吋OLED面板。
- 2003年10月——成功發行GDR，並成為台灣第一家發行GDR的科技企業。
- 2004年6月——與台南縣政府簽訂「南科液晶電視及產業支援工業區計劃」，也就是之後所熟知的南科樹谷園區計畫。
- 2004年9月——轉投資啟耀光電（GIO）正式成立，專門生產背光模組的冷陰極螢光燈。
- 2004年10月——所屬OLED研發團隊正式獨立為奇晶光電（CMEL），持續進行OLED的技術開發。
- 2005年4月——南科樹谷園區正式動土。
- 2005年5月——出售子公司IDTech所分割出之新事業體（包括位於日本滋賀縣野洲廠之生產設備及人員）予Sony公司。[3]
- 2006年9月——轉投資奇力光電（CMLT）正式成立，專門生產LED背光模組。
- 2007年6月——鼓勵大專院校參與相關技術研發的「奇美獎」，正式舉行第一屆的頒獎典禮。
- 2007年9月——轉投資奇信電子（Chihsin）正式成立，專門生產中小尺寸TFT-LCD模組。
- 2007年10月——位於中國大陸的南海奇美電子正式投入營運。
- 2008年1月——轉投資奇美能源（Chihsin）正式成立，專門生產薄膜太陽能板。
- 2009年3月——合併旗下中小尺寸面板模組公司奇信電子（Chihsin），將奇信電子中小尺寸面板模組設計、研發、製造、行銷相關業務納入奇美電子中小尺寸事業單位。
- 2009年11月14日，群創光電宣佈合併奇美電子，群創光電為存續公司，並且改名為奇美電子（英文：Chimei Innolux Corporation），合併基準日為2010年3月18日。[4]。
- 2010年3月18日，正式併入群創光電，群創光電為存續公司，奇美電子為消滅公司。